# Ribécourt-Dreslincourt
Ribécourt-Dreslincourt là một xã thuộc tỉnh Oise trong vùng Hauts-de-France phía bắc nước Pháp. Xã này nằm ở khu vực có độ cao từ 33-187 mét trên mực nước biển. Dân số thời điểm năm 2006 là 3928 người.